# بخش سوپریور (شهرستان ویلیامز، اوهایو)
بخش Superior (به انگلیسی: Superior Township) یک منطقهٔ مسکونی در ایالات متحده آمریکا است که در شهرستان ویلیامز، اوهایو واقع شده‌است.
 بخش Superior ۱۱۳٫۴ کیلومتر مربع مساحت و ۵٬۷۶۹ نفر جمعیت دارد و ۲۶۳ متر بالاتر از سطح دریا واقع شده‌است.